# Epidapus lucifuga
Epidapus lucifuga är en tvåvingeart som först beskrevs av Werner Mohrig 1970.  Epidapus lucifuga ingår i släktet Epidapus, och familjen sorgmyggor. Arten är reproducerande i Sverige.